# Bent Karlby
Bent Karlby (30. marts 1912 i Aarhus – 24. januar 1998) var en dansk arkitekt, designer og modstandsmand.

## Uddannelse
Han var søn af grosserer Valdemar Axel Karlby og Marie Magdalene Gottlieb og blev uddannet på Teknisk Skole i Aarhus i 1932. Samme år besøgte han England. Karlby blev ansat hos Vilhelm Lauritzen 1934-39, Palle Suenson 1939-40 og Ernst Kühn 1941-43.

## Modstandsarbejde
I januar 1943 havde Karlby været med til at starte det illegale blad Danske Tidende og var også involveret i Dansk-Svensk Flygtningetjeneste, hvor han stod for indkøb af skibe til illegal sejlads, og De frie Danske. Han måtte i 1943 flygte til Sverige, hvor han blev optaget i Den Danske Brigade den 30. april 1945. Karlby blev overført til Transportkolonnen og Motorvognskompagniet.

## Virke som arkitekt og designer
Fra 1944 drev han egen tegnestue i Stockholm og blev i 1945 medlem af Akademisk Arkitektforening. I 1946 var han på rejse i England, Holland og Belgien 1946 og 1946 og 1947 i USA.
Bent Karlby tegnede et par huse, men var en langt mere betydende figur som designer af belysning og tapeter. Han designede en lang række mønstre for C. Krügers Tapetfabrik og Brdr. Dahls Tapetfabrik og blev 1940'ernes og 1950'ernes førende danske leverandør af modernistiske kunstnertapeter. I 1946 vandt han førstepræmien i en amerikansk konkurrence i Chicago, hvilket førte til øget distribution og markedsføring af hans tapeter i USA. Han blev medlem af American Institute of Decoration 1947.
Karlby huskes også for en række enkle og populære lamper, pendler og lysekroner produceret for fabrikken LYFA, bl.a. Kina-pendlen.
Karlby blev gift 29. juni 1935 i København med væveren Hannah Gorki Schmidt (14. juli 1915 på Frederiksberg - ?), datter af journalist, senere redaktionssekretær Aksel Adolf Winter Schmidt og Anna Lisa Nielsen.

## Udstillinger
- Snedkerlaugets Udstilling 1940
- Charlottenborg Forårsudstilling 1942-43, 1946-47
- Stockholm 1942
- Röhsska Konstslöjdmuseet, Göteborg 1945
- Tekniska Museet, Stockholm 1945
- American Institute of Decoration, New York 1947
- Haag 1948

## Værker

### Arkitektur
- Billed-Bladets feriehus, Udsholt Strand (1942)
- Eget hus, Hundesøvej 3A, Gentofte (1942, sammen med Nils Koppel)
- Disponent Halds sommerhus, Gilleleje (1944, sammen med Nils Koppel)
- Enfamiliehus, Caroline Amalievej 45A, Kongens Lyngby (1943, sammen med Nils Koppel)

### Design
- Håndtrykte tapeter og gardiner (1940)
- Butiksskiltning, Søndergård Park, Bagsværd (1950)
- Gardiner, Herning Gymnasium (1951)
- Adskillige tapeter for C. Krügers Tapetfabrik og Brdr. Dahls Tapetfabrik

#### Belysning
For LYFA, bl.a.:
- Pendler: P175, P190 (Kina-pendel), P204, P207, P213, P229, P231, P239, P253 (1956 eller tidligere)
- Loftsbelysninger: O101, O108 (1956 eller tidligere)
- Lampet: L312 (1956 eller tidligere)
- Lysekroner/gruppebelysninger: K770, K855, K869, K872, K873, K927, K935 (1956 eller tidligere)
- Pendel og bordlampe (annonceret 1961)
- P432 (Flexa), P433, P397, P415, P432, P440, P440 (annonceret 1962)
- Sabina, pendel (1966)
- Toledo, pendel (1967)
- P544, P546, P543 (annonceret 1967)
- Flora, havelampe (1968)
- P536 Octagon, P528, P519 (annonceret 1968)
- Troika, pendel (1968)
- Solsikke, havelampe (1969)
- Dinette, pendel (1970)
- Kvadrille, bord-, væg eller hyldelampe (1970)
- Mini, væglampe (1970)
- Paderokke, havelampe (1970)
- Pandean, Pan-Opticon, væglamper, Pantre, pendel (1970)
- Raket og Karat, havelamper (1970)
- Reflex (1970)
- Trenta, pendel (1970)
- Botanica, havelamper til Tivoli (1972, sammen med Simon P. Henningsen)
- Lyzette, udendørs væglampe (1972)
- Omega, pendel (1972)
- Sinumbra, pendel (1972)
- Teak-Kina, pendel (1972)
- Caravelle, pendel (1974)
- Peackock, væglampe (1974)

For ASK Belysninger (A. Schrøder Kemi):
- Fakta og Ergo, pendler (1971)
- Fakta, lampet (1971)
- Kado, pendel (1971)
- Karina, bordlampe (1971)
- Kalot, pendel (1971)
- Klokkeblomst, havelampe (1971)
- Okura, pendel (1971)
- Pan, pendel, væglampe og bordlampe (1971)
- Spika og Astra, bordlamper (1971)
- Spika-O, bordlampe (1971)

### Konkurrencer
- C. Krügers Tapetfabrik (1936, præmieret)
- Det elektriske køkken (1937, præmieret, sammen med Henning Karlby)
- Butiksfacade med billedskærerarbejde (1940, 1. præmie)
- Sølvtøj for A. Michelsen (1940, indkøbt)
- Turistvarer (1942, præmieret)
- Kunstindustriarbejder i træ og keramik (1942, præmieret)
- Skopudserhus (1943, indkøb, sammen med Eva og Nils Koppel)
- Bjørneklo, Løbende Mænd, Padderokke og Hieroglyffer, håndtrykte tapeter (1946, Chicago, 1. præmie)
- Brdr. Dahls Tapetfabrik (1950, 3. præmie, indkøbt)